# Jacques Stella

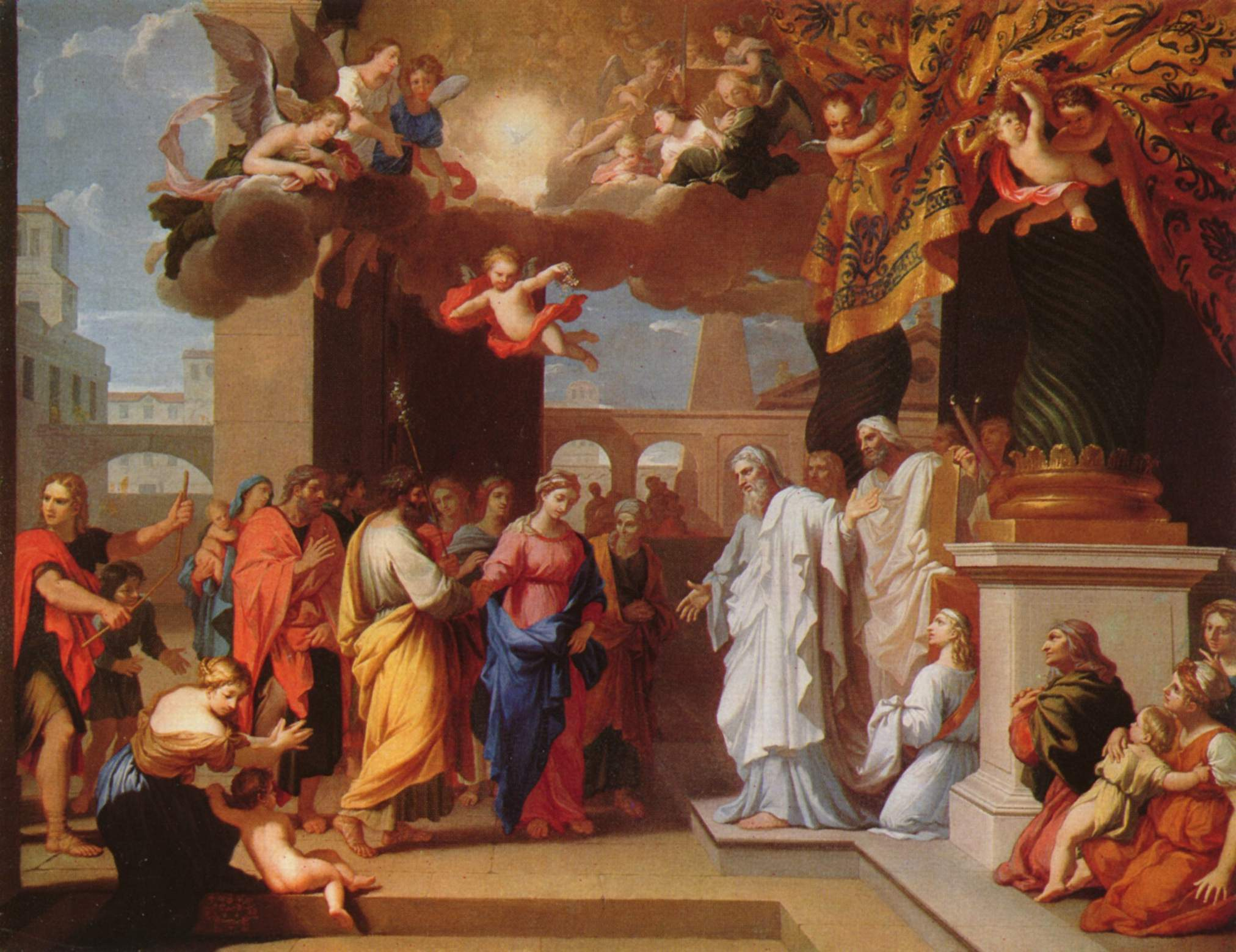
“El casament de la Mare de Déu”, obra de Jacques Stella al Magyar Szépmüvészeti Múzeum de Budapest.

Jacques Stella (1596, Lió - 29 d'abril de 1657, París) fou un pintor del Classicisme francès; les seues obres es caracteritzen per elegants figures de modelat escultòric.